# Ґоґолево (Сьремський повіт)
Ґоґолево (пол. Gogolewo) — село в Польщі, у гміні Ксьонж-Велькопольський Сьремського повіту Великопольського воєводства.
Населення — 144 особи (2011).
У 1975-1998 роках село належало до Познанського воєводства.

## Демографія
Демографічна структура станом на 31 березня 2011 року:
|          | Загалом | Допрацездатний вік | Працездатний вік | Постпрацездатний вік |
| -------- | ------- | ------------------ | ---------------- | -------------------- |
| Чоловіки | 69      | 16                 | 48               | 5                    |
| Жінки    | 75      | 23                 | 42               | 10                   |
| Разом    | 144     | 39                 | 90               | 15                   |